# اشتیتاری
اشتیتاری (به لاتین: Štitari) یک منطقهٔ مسکونی در مونته‌نگرو است که در شهرداری برانه واقع شده‌است. اشتیتاری ۳۰۳ نفر جمعیت دارد.